# 229-й тяжёлый корпусной артиллерийский полк
Не следует путать с 229-м гаубичным артиллерийским полком формирования 1942 года
229-й тяжёлый корпусной артиллерийский полк — воинская часть Вооружённых Сил СССР во время Великой Отечественной войны.

## История
Сформирован 31.03.1936 в Чугуеве, продолжил формирование в Одессе.
Принимал участие в Польской кампании.
В составе действующей армии с 22.06.1941 по 28.04.1942 года.
На 22.06.1941 года находился на полигонах в районе Львова, имея в составе 36 152-мм гаубиц-пушек. По плану действий на случай войны полк должен был поддерживать части 159-й стрелковой дивизии. Полк выступил на фронт после начала боевых действий, к 14:00 установил связь с одним их батальонов дивизии, а связь с начальником артиллерии корпуса только через 4 дня в Яворове.
Вёл боевые действия в составе 6-го стрелкового корпуса. 30.07.1941 одним из последних покинул Львов.
По-видимому, в июле 1941 года передислоцирован в Борисполь на укомплектование.
05.08.1941 года остатки полка, объединённые со 109-м корпусным полком в районе Ржищева поддерживает наступление войск 12-й танковой дивизии и 5-го кавалерийского корпуса.
16.08.1941 года отбыл на формирование в село Луговое Курской области.
В октябре 1941 года занял позиции по берегу Северского Донца.
В январе 1942 года полк участвует в Барвенково-Лозовской наступательной операции, действуя в направлении Изюм — Барвенково.
28.04.1942 года преобразован в 69-й гвардейский армейский артиллерийский полк.

## Подчинение
| Дата            | Фронт (округ)      | Армия      | Корпус (группа)       | Примечания |
| --------------- | ------------------ | ---------- | --------------------- | ---------- |
| 22.06.1941 года | Юго-Западный фронт | 6-я армия  | 6-й стрелковый корпус | -          |
| 01.07.1941 года | Юго-Западный фронт | 6-я армия  | 6-й стрелковый корпус | -          |
| 10.07.1941 года | Юго-Западный фронт | -          | -                     | -          |
| 01.08.1941 года | Юго-Западный фронт | 26-я армия | -                     | -          |
| 01.09.1941 года | Юго-Западный фронт | 26-я армия | -                     | -          |
| 01.10.1941 года | Юго-Западный фронт | -          | -                     | -          |
| 01.11.1941 года | Юго-Западный фронт | 6-я армия  | -                     | -          |
| 01.12.1941 года | Юго-Западный фронт | 6-я армия  | -                     | -          |
| 01.01.1942 года | Юго-Западный фронт | 6-я армия  | -                     | -          |
| 01.02.1942 года | Южный фронт        | 57-я армия | -                     | -          |
| 01.03.1942 года | Южный фронт        | 57-я армия | -                     | -          |
| 01.04.1942 года | Южный фронт        | -          | -                     | -          |

## Командование
- полковник Винарский Ф. Я.